# Eilema poliophaga
Eilema polioplaga là một loài bướm đêm thuộc phân họ Arctiinae, họ Erebidae.